# Uttersberg
Uttersberg ist ein kleiner Ort in der schwedischen Provinz Västmanlands län und der historischen Provinz Västmanland. Er liegt in der Gemeinde Skinnskatteberg am Fluss Hedströmmen und zählt zu der Bergbauregion Bergslagen.
Der Name des Ortes leitet sich von dem Namen Utterclou, eines Unternehmers aus dem 17. Jahrhundert, ab. Im 16. Jahrhundert entstanden am Hedströmmen erste eisenverarbeitende Betriebe, die die Wasserkraft des Flusses nutzten. Einen Eisenbahnanschluss mit der ungewöhnlichen Spurweite von 1093 mm erhielt der Ort 1866. Den Personenverkehr hielt die private Köping-Uttersberg-Riddarhyttans Järnväg bis 1952 aufrecht, bevor sie vom Staat gekauft wurde, der nur noch Güterverkehr bis 1966 betrieb. Nach dem Ersten Weltkrieg verließen Unternehmer und Arbeiter den Ort, als die Nachfrage nach Eisen schwand. 
Heute bestehen noch der Gutshof und ehemalige Arbeiterwohnungen. Auf dem ehemaligen Bahnhofsgelände ist ein Skulpturenpark und eine Galerie untergebracht.

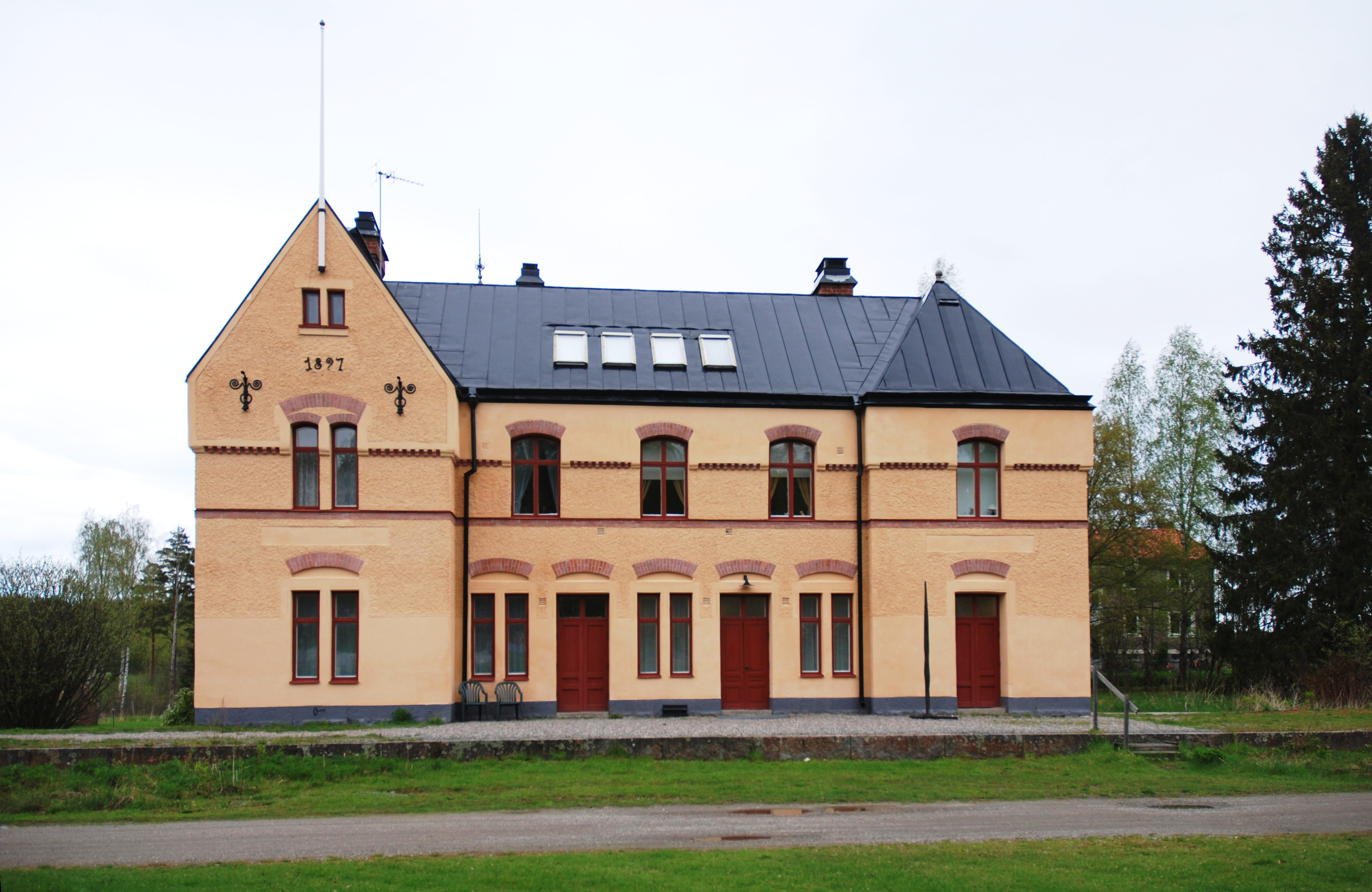
Ehemaliges Bahnhofsgebäude von 1897, heute Galerie Astley